# 威廉一世 (施瓦茨堡-弗蘭肯豪森)
威廉一世（德語：Wilhelm I. von Schwarzburg-Frankenhausen，1534年10月4日—1597年9月30日），施瓦茨堡-弗蘭肯豪森伯爵，金特四十世之子，1571年至1597年在位。

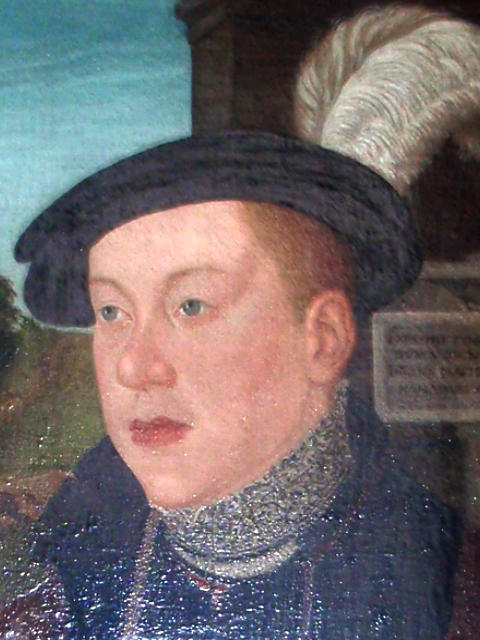

1593年，威廉一世與不倫瑞克-呂訥堡公爵年輕者威廉的女兒克拉拉（Clara）結婚，兩人沒有子女。